# مونتيسكاليوزو
مونتيسكاليوزو (بالإيطالية: Montescaglioso)‏ هي بلدية في مقاطعة ماتيرا في إقليم بازيليكاتا الإيطالي.

## السكان
في سنة 1861 بلغ عدد السكان 6٬954 نسمة، وتطور العدد ليصل في سنة 2011 لـ 10٬102 نسمة.
يظهر هذا المخطط البياني تطور النمو السكاني لـ مونتيسكاليوزو

## توأمة
لمونتيسكاليوزو اتفاقيات توأمة مع:
- تريكاريكو